# Andreas Samuel Krebs

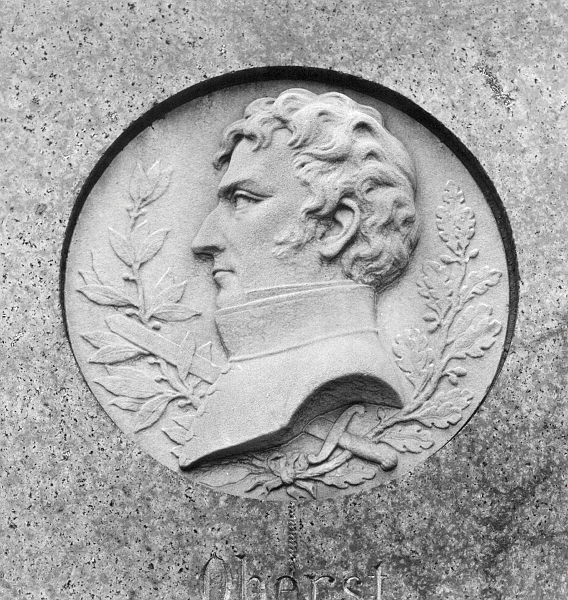
Andreas Samuel Krebs

Andreas Samuel Krebs, född 10 mars 1766 i Galmsbull vid Tønder i Danmark, död 28 mars 1818 i Christiania, var en dansk-norsk militär. 
Han blev 1788 officer vid den nyupprättade norska jägarkåren, där han avancerade till major. Som sådan utmärkte han sig i sammandrabbningarna vid Höland 19 april 1808, Rödenes 5 maj och Berby 12 september samma år. 
År 1810 blev han chef för den nyuppsatta akershusiska skarpskyttebataljonen, utnämndes 1811 till överstelöjtnant samt anförde 1814 norrmännen till seger i sammandrabbningarna vid Lier och Matrand. 
År 1815 blev Krebs överste, 1816 adjutant hos Karl XIII samt 1818 chef för första akershusiska brigaden. År 1878 reste norska officerare en minnesvård till hans minne.